# St. Philip’s Church in the Highlands

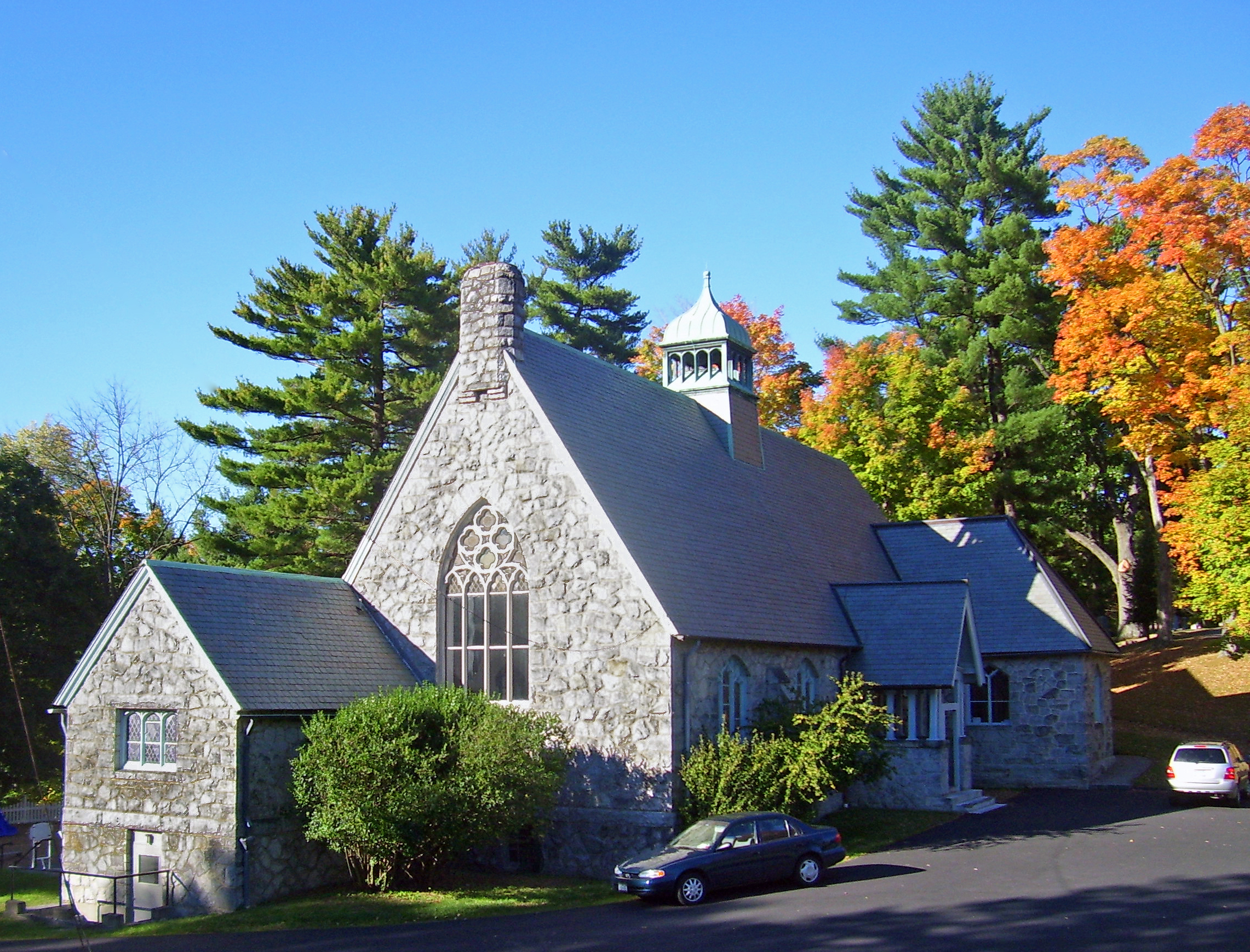
St. Philip’s Church in the Highlands im Jahr 2007

St. Philip’s Church in the Highlands ist eine episkopale Kirche in den Hudson Highlands an der New York State Route 9D in Garrison, New York in den Vereinigten Staaten. Es handelt sich um einen neugotischen Bau der von Richard Upjohn, einem Mitglied der Gemeinde geplant und 1865 seiner Bestimmung übergeben wurde.
Die Kirchengemeinde selbst hat eine lange und verworrene Geschichte, die bis in die Kolonialzeit zurückreicht. Ihre Entwicklung ist eng mit der Entwicklung der Ortschaft verbunden, in der sie liegt. Das Bauwerk wurde 1982 als geeignet für den Eintrag in das National Register of Historic Places befunden, da die Kirchengemeinde allerdings widersprach, erfolgte der Eintrag erst 1995.

## Geschichte

### Kolonialzeit und Amerikanische Unabhängigkeit
Die Kirche wurde ursprünglich um 1770 gegründet, als die St. Peter’s Church in Peekskill durch König Georg III. ihre Gründungsurkunde erhielt. Die Gemeindevorsteher Beverley Robinson und Charles Moore entschieden, weiter nördlich, in dem damals als „Four Corners“ bekannten Gebiet einen Gemeindebezirk einzurichten, der den Familien dort dienen sollte. Nach einer Übergangszeit, in der Gottesdienste im Haus eines Gemeindemitgliedes abgehalten wurden, errichtete man eine kleine hölzerne Kapelle an der Stelle, wo sich die heutige Kirche befindet. Zu dieser Zeit wurde auch der Friedhof begründet, der die Kirche umgibt. Der Name St. Philip’s geht möglicherweise auf Frederick Philipse zurück, dem ursprünglich vom englischen Thron das Land in dem Gebiet gewährt wurde; Robinson war ein Schwiegersohn zu dessen Familie.
Der erste Pfarrer beider Kirchen, John Doty, verließ die Gegend nach einigen Jahren in Richtung Nova Scotia, da er ein unbeirrter Loyalist war, und das Gebiet sich im Amerikanischen Unabhängigkeitskrieg mehr und mehr entzweite. Auch Robinson lehnte die Aufforderung seines Freundes John Jay ab, den kurz zuvor gegründeten Vereinigten Staaten seine Treue zu schwören. Er arbeitete aktiv an der Unterstützung der Sache der Briten. Robinson organisierte die Loyal American Legion und koordinierte Aufklärungsmaßnahmen. Sein Land und sein Haus wurden schließlich von der neuen Regierung New Yorks konfisziert und er verließ Amerika nach England, ohne jemals zurückzukehren.
Eine ähnliche Situation teilte eine Hälfte der Familien im Bereich der Kirche St. Philip’s und die Kirche selbst wurde wegen ihrer Verbindung mit den Torys schließlich örtlich so verachtet, dass der Überlieferung nach der Mob sich versammelte, um Feuer zu legen. Es soll George Washington persönlich gewesen sein, der sich ihnen an der Tür entgegenstellte und ausrief: "Dass, Herr, ist meine Kirche!" In Dankbarkeit wurde ein Buntglasfenster im Vestibül der Kirch eingesetzt, das Washington abbildet.

### Nach der Unabhängigkeit
In den ersten Jahren nach der Amerikanischen Unabhängigkeit war die Kirche ungenutzt und die Ortschaft im Wiederaufbau begriffen. William Denning, der Robinson sowohl als Landbesitzer als auch Gemeindevorsteher abgelöst hatte, renovierte 1786 den Altar und das Innere der Kirche. Sechs Jahre später erhielt die Kirche wieder einen Gemeindepfarrer, Andrew Fowler, der nach einigen Jahren nach South Carolina ging, um dort die Episkopale Kirche aufzubauen.
1837 wurde die Kirche umgebaut und 1840, nachdem die Gemeinde genügend Mitglieder zählte, um mit den rivalisierenden Pfarrgemeinden zu konkurrieren, wurde der Gemeindebezirk selbständig inkorporiert. Ein Pfarrhaus wurde 1854 erbaut.

### Neubau
Im Mai 1860 traf ein neuer Pfarrer ein, Charles Frederick Hoffman. Die Fertigstellung der Hudson River Railroad durch den Weiler Garrison Landing in der Nähe machte die Ortschaft leichter erreichbar. Sie entwickelte sich so zum beliebten Wohnort für einige der prominentesten Familien aus New York City jener Zeit, von denen etliche zu Gemeindemitgliedern wurden. Hoffman erkannte, dass die wachsende Kirchengemeinde ein neues Kirchenbauwerk benötigte.
Das Gemeindemitglied Henry Belcher stiftete 1,2 Hektar Land für den Bau und andere Gemeindemitglieder sammelten 10.000 US-Dollar für die Baukosten. Der Entwurf wurde von einem Gemeindemitglied angefertigt, Richard Upjohn. Dieser hatte bereits die Trinity Church in Manhattan und einige andere Kirchen in den Vereinigten Staaten gebaut. Das neue Bauwerk war ein einstöckiger neugotischer Bau aus grauem Granit, der 1861 fertiggestellt und ein Jahr darauf geweiht wurde.
In den folgenden Jahrzehnten wurden in der Nähe der Kirche ein Kutschenhaus und ein Schuppen gebaut. Zur Jahrhundertwende entstand das Pfarrhaus.

### 20. Jahrhundert
Die Anfangsjahre des 20. Jahrhunderts wurden innerhalb der Kirchengemeinde von einer verbitterten Diskussion geprägt, als weiter östlich in den Bergen eine Kapelle zunächst Bestandteil eines Klosters und dann Sitz der Graymoor Friars wurde, die den Anglikanischen Glauben aufgegeben hatten und sich 1909 der Römisch-katholischen Kirche anschlossen. St. Philip’s bestand darauf, den Anspruch auf das Land zu besitzen – heute kreuzen sich dort U.S. Highway 9, New York State Route 403 und der Appalachian Trail – und es war ein Beschluss der Regierung New Yorks erforderlich, um den Streit zugunsten der Mönche zu entscheiden. Der Zwist in der Gemeinde dauerte jedoch noch einige Jahre an.
St. Philip’s hatte 1908 einen neuen Pfarrer erhalten, Edward Clowes Chorley. Er schrieb eine zweibändige Geschichte von St. Philip’s und anderen Kirchen und wurde Jahre später zum Chefredakteur von Anglican & Episcopal History. Während seiner Zeit in Garrison wurden in dem Gebäude Elektrizität und Gasbeleuchtung installiert und ein Knabenchor begründet. Außerhalb der Kirche wurde 1911 das ursprüngliche Pfarrhaus ersetzt und 1917 ein Haus für den Küster errichtet. Diese Gebäude gelten als zum Eintrag im National Register of Historic Places beitragende Bauwerke. Chorley war auch an der Gründung der Freiwilligen Feuerwehr Garrisons beteiligt.
Später wurde ein Kindergarten eröffnet, den man während der 1960er Jahre in die erweiterte Schule verlegte, als die Kinderkrippe eingeführt wurde. Im selben Jahr begann William Reisman seine 27 Jahre dauernde Amtszeit in der Gemeinde. Unter seiner Leitung der Gemeinde wurden die Gebäude modernisiert und neu ausgeschmückt, die Buntglasfenster wurden mit Schutzfenstern versehen. Er aktualisierte schließlich Chorleys Geschichtsschreibung bis in die 1970er Jahre.
Unter seinem Nachfolger wurden in der Kirche eine neue Orgel eingebaut, das Dach die Fußböden des Pfarrhauses erneuert, das auch als Versammlungsort für Garrison diente.